# 3-тя парашутна дивізія (Третій Рейх)
3-тя парашу́тна диві́зія (нім. 3. Fallschirmjäger-Division) — парашутна дивізія, елітне з'єднання у складі повітряно-десантних військ Німеччини часів Другої світової війни.

## Історія

### Формування з'єднання
3-тя парашутна дивізія була сформована в жовтні 1943 у Реймсі (Франція). Основою для формування з'єднання послугував 6-й парашутний полк 2-ї парашутної дивізії, що був виведений з італійського театру дій на переформування.

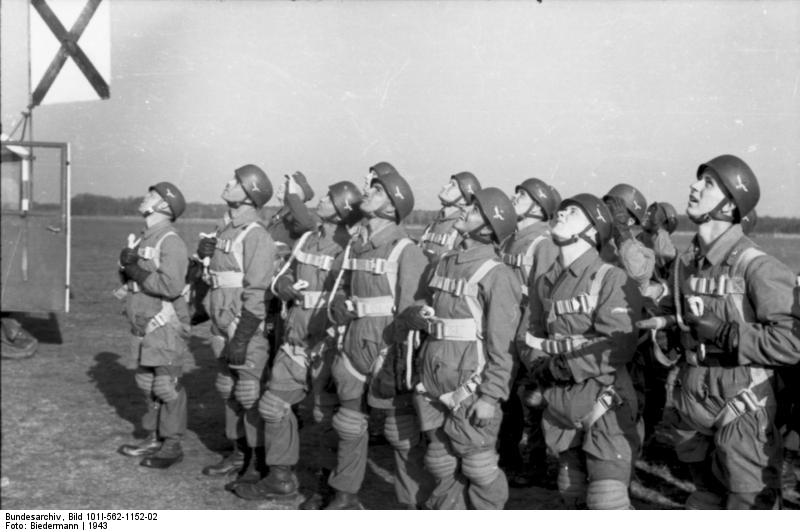
Німецькі десантники на практичних стрибках з парашутом. Італія. 1943

У лютому 1944 командуванням Вермахту на Заході було ухвалено рішення про посилення угруповання військ на території Бретані, в особливості в пагорбистому районі Монтс-д'Арре (фр. Monts d’ Arree) Армориканської височини на крайньому заході півострову.
Невдовзі районом дислокації десантників стала місцевість навколо Бресту та Кемперу, де дивізія увійшла до складу 2-го парашутного корпусу. У березні 1944 дивізія посилена 3-м батальйоном 1-го парашутного полку, але майже до травня формування було не повністю боєготове через недоукомплектованість особовим складом. Попри те, що після операції «Меркурій» у травні 1941 року, німці не провели жодної повітряно-десантної операції, майже 90 % військовослужбовців дивізії пройшли повний курс повітряно-десантної підготовки до початку вторгнення союзників.

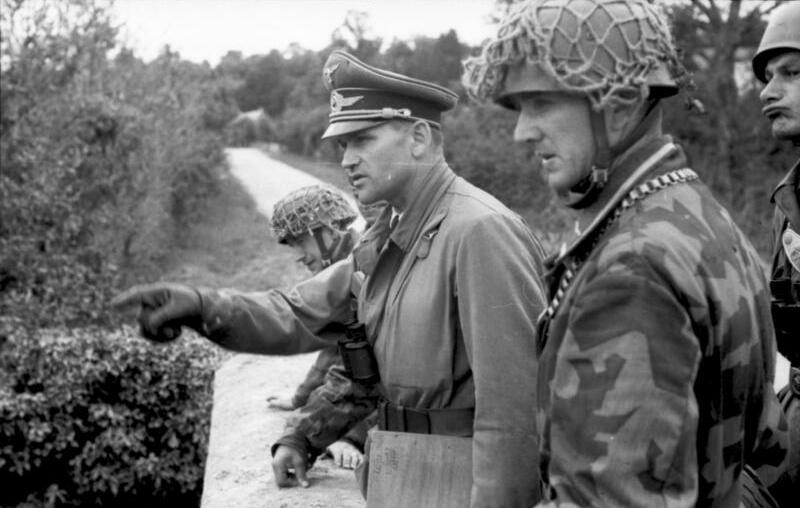
Рекогносцировка на місцевості. Літо 1944

За станом на 1 березня 1944 дивізія мала 15 075 чоловік особового складу, через 12 тижнів чисельність з'єднання сягала 17 420 осіб. Але, за організаційно-штатним розкладом укомплектованість формування автомототранспортом становила лише 40 % від штату. Це в свою чергу дуже серйозно вплинуло на маневреність дивізії під час Нормандської операції.
3-тя парашутна дивізія на початок бойових дій з союзниками при висадці в Нормандії мала у своєму складі 3 парашутні полки: 5-й (командир майор Карл-Гайнц Беккер (нім. Karl-Heinz Becker), 8-й (командир оберст-лейтенант Егон Ліебах (нім. Egon Liebach) та 9-й (командир майор Штефані (нім. Stephani), а також 3-й артилерійський полк (командир майор Ганс-Ебергард фон Байер (нім. Hans-Eberhard von Bauer) (проте, він мав лише 1 повноцінний артилерійський дивізіон), протитанковий та інженерний батальйони й зенітний дивізіон.
Парашутні полки були добро оснащені автоматичною зброєю, до речі єдиних кулеметів MG-42 у дивізії було 930 одиниць, що в 11 разів більше ніж за штатом у 29-й піхотній дивізії США, з якою німецькі десантники вели бої у Сен-Ло. Кожна парашутна рота мала на озброєнні 43 одиниці автоматичної зброї (пістолет-кулеметів, автоматів); у кожному парашутному відділенні за штатом 2 кулемети MG-42 та 5 автоматів. Для порівняння у піхотному відділенні американської дивізії був лише 1 ручний кулемет типу Browning M1918. Також наявна чисельність 80-мм мінометів у німецькій дивізії була в 2½ разу вищою за еквівалентну піхотну дивізію американської армії.

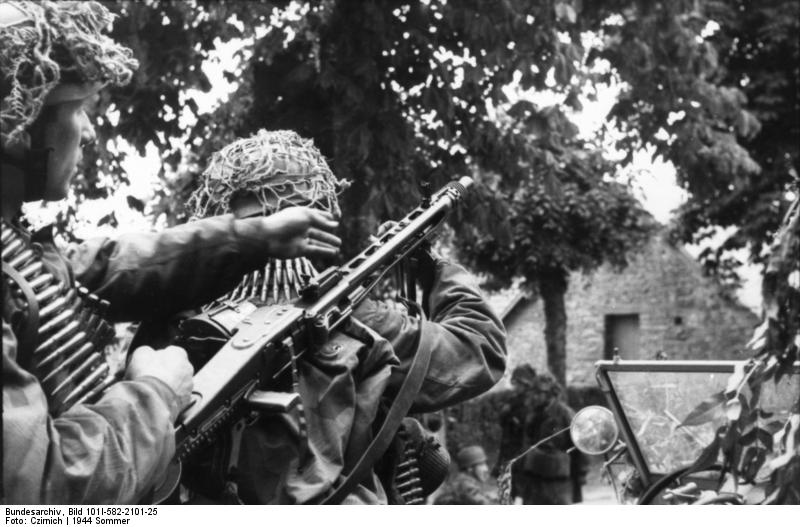
Кулеметна обслуга з кулеметом MG-42. Нормандія.

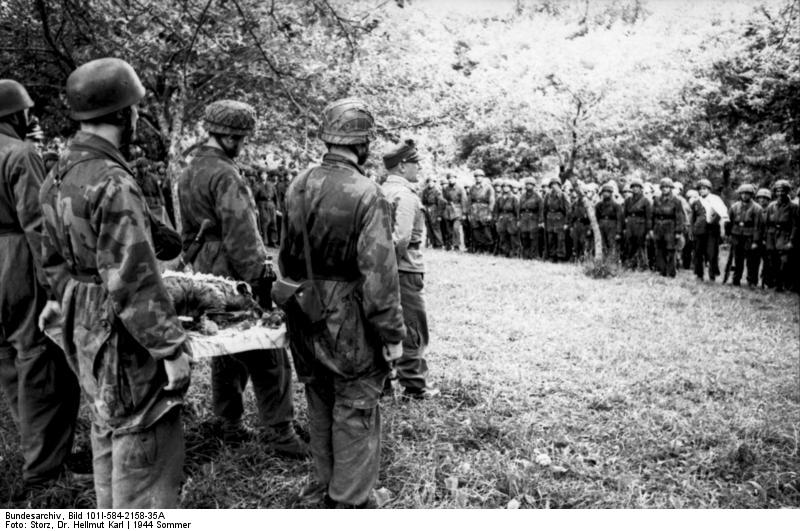
Командир 2-го парашутного корпусу генерал парашутних військ Ойген Майндль з десантниками в Нормандії

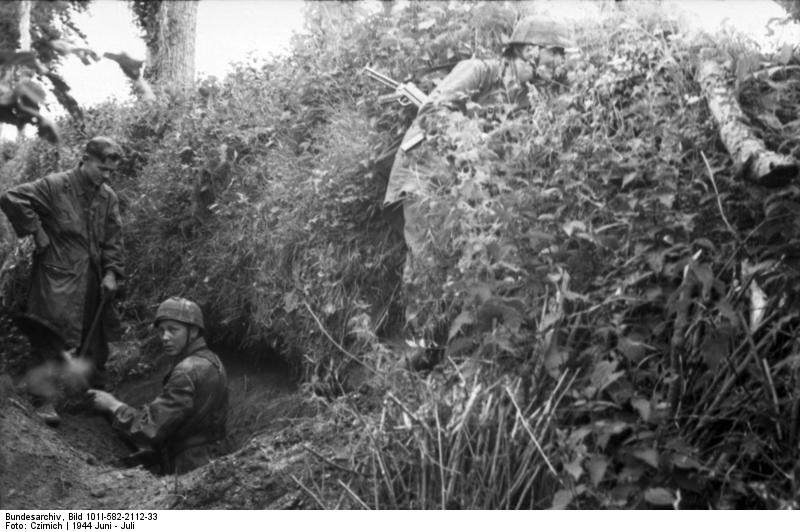
Десантники 3-ї дивізії влаштовують вогневі позиції. Нормандія

### Битва в Нормандії
У ранкові години «Дня Д», командування німецької 7-ї польової армії, до складу якої входив 2-й парашутний корпус з 3-ю дивізією, видав наказ на зачищення від ворожих парашутистів, що за доповідями військ берегової оборони приземлилися по всьому західному узбережжю півострова Котантен. За командою командира дивізії був сформований посилений моторизований передовий загін, що був скомпонований з підрозділів: від кожного полку по 1 парашутному батальйону, 2 інженерні роти, 2 артилерійські батареї, зенітний дивізіон та підрозділи зв'язку.
Незабаром з'ясувалося, що повідомлення про великі сили десанту на західному березі півострову є хибними, й моторизована передова група отримала наказ змінити напрямок дії та висунутися в сектор між Карантаном та Сен-Ло, де з'єднатися з головними силами 352-ї піхотної дивізії для організації взаємодії та сумісних дій. Надалі, пересуваючись переважно вночі передовий загін 10 червня вийшов до пункту збору біля містечка Вільдьє-ле-Поель.
Автотранспорт був повернений назад до головних сил дивізії, щоб підібрати чергову партію десантників, що здійснювала піший марш у напрямку Нормандії. До 12 червня основні бойові елементи парашутної дивізії були зосереджені в районі збору біля Сен-Ло. Решта частин та підрозділів забезпечення та підтримки змогла вийти до визначеного району лише 22 червня 1944.

#### Висота192
З 12 червня 1944 парашутна дивізія діючи як звичайна піхота, вступила в бої з військами противника й за два дні зупинила наступ 2-ї американської піхотної дивізії, що намагалися захопити висоту 192 — верхівку, що панувала над усім навколишнім регіоном біля міста Сен-Ло.
16 червня Fallschirmjäger знов піддалися атаці силами усіх 3 піхотних полків американської дивізії. Один з американських батальйонів пройшов навіть пів-шляху по вкритим бокажем схилам височини 192, але не зміг утриматися під вогнем німців та закріпитися й був вимушений відступити.
Височина 192 мала бездоганне з точки зору військової тактики розташування; з неї можливо було коректувати вогонь артилерії на сході від Комон-л'Еванте, що знаходився на відстані 21 км від Сен-Ло, аж до морського узбережжя, де союзники мали плацдарми вторгнення. Протягом тривалого періоду з 17 червня по 10 липня 1944 американці не здійснювали інших спроб оволодіти височиною, розуміючи, що без важких втрат подолати пересічні порослі нездоланним бокажем схили висоти 192 та вибити звідси німецьких десантників буде неможливо. Й хоча війська 1-ї американської армії знаходилися під постійним впливом артилерії противника, американці залишалися на місці.
Поки там що німецькі парашутисти не гаяли часу та використовували переваги щільного чагарнику, нарощували зусилля з влаштування міцних опорних пунктів, створюючи просіки для поліпшення умов ведення стрільби з усіх видів зброї та організовуючи систему вогню таким чином, щоб не залишити жодної неперекриваної лазівки противнику. Водночас по всій височині влаштовувалися тунелі для прихованого переміщення особового складу та укриття на випадок обстрілу.
Зранку 11 липня 1944, 38-й піхотний полк американців перейшов в наступ, намагаючись вибити німців з пануючих висот та захопити верхівку височини 192. Дії піхоти підтримувалися танками 741-го танкового батальйону, інженерною ротою та батареєю 81-мм мінометів. Водночас 23-й полк 2-ї піхотної дивізії діями зі східного флангу силкувався атакою з ходу прорватися поруч з височиною та вийти на лінію шосейної магістралі Сен-Ло—Байо. Наступальні дії обох полків підтримувалися вогнем 9-го американського піхотного полку, що знаходився у другому ешелоні. Артилерійську підтримку частинам дивізії здійснювали дивізійна артилерія та придані артилерійські формування зі складу 1-ї піхотної дивізії, 2-ї бронетанкової дивізії та окремого 62-го дивізіону самохідної артилерії. Авіаційна підтримка також планувалася, але була відмінена в останню міть через погані погодні умови.
Наступ американських військ 38-го полку був зустрінутий кинджальним вогнем з усіх видів зброї та запеклим опором німецьких парашутистів зі складу 3-го батальйону 9-го парашутного полку, що займали передові позиції у смузі забезпечення біля Клавіля. Лише через годину союзникам вдалося подавити опір солдат Вермахту та просунутися вперед.

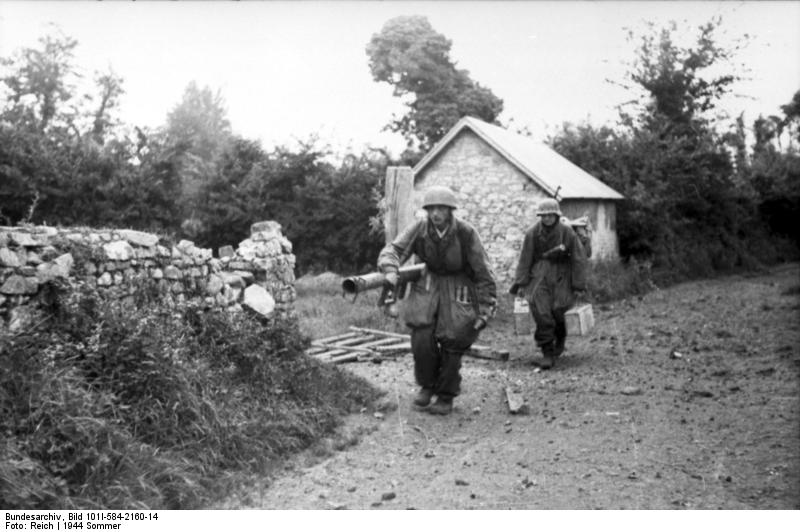
Обслуга протитанкового гранатомету Panzerschreck. Нормандська операція.

Поступово бій перетворювався на мішанину з тих, хто оборонявся та тих, хто наступав. Бойові порядки, фронт, тил та фланги втратили своє значення, місцями бої переходили в рукопашну сутичку, де солдати билися без жалю. Між американськими танками Шерман та німецькими Panzer IV й штурмовими гарматами StuG нерідко тривала дуель. Спрокволу американські підрозділи просувалися вперед та оволодівали приміськими районами міста Клавіль та Сулер на околицях Сен-Ло.
Водночас у центрі німецької оборони, де наступав 1 батальйон 23-го полку, німецькі десантники спромоглися, користуючись перевагами розвиненої інженерної системи оборони, відбити усі атаки та примусити противника відступити із захоплених рубежів. Приховано дочікуючись доки американці не пройдуть їх замасковані позиції, парашутисти зненацька атакували ворога вогнем впритул та влаштовуючи засідки, мінометним та артилерійським вогнем спричиняючи їм суттєві втрати. Однак до кінця 11 липня німецькі війська поступово були розгромлені, залишили височину 192 й змушені відступити на наступний рубіж оборони позаду Сен-Ло—Байо магістралі, прикриваючи свій відхід та не допустив переслідування противником їх маневру.
Однак успіх американських військ був неповний, частка підрозділів Вермахту ще якийсь час продовжувала утримувати свої опорні пункти в районі висоти 192.

#### Сен-Ло
Одночасно з наступом головних сил 2-ї дивізії, американці завдали удару силами 29-ї піхотної дивізії при підтримці 747-го танкового батальйону по ротам правого флангу 3-ї парашутної дивізії, що оборонялися прямо на околиці Сен-Ло.
Однак, абсолютно несподівано для американців, що виготовилися до атаки, о 01:30 німці завдали превентивного удару, здійснив раптову контратаку та розстроїв плани союзників. Як пізніше охарактеризував це командир 1-го батальйону 115-го піхотного полку, майор Гловер Джонс, «бездоганне сплановане та реалізоване» (англ. “…beautifully executed and planned.”).
Спочатку німецькі розвідники одночасно перерізали усі лінії зв'язку, позбавив противника можливості організувати взаємодію. Після цього масований артилерійський та мінометний обстріл обрушився по позиціях американців, й негайно перейшли в контратаку солдати Вермахту. Несподіваність була повною, увірвавшись у проміжки між двома ротними опорними пунктами американців, німецькі десантники посіяли хаос. Зав'язались швидкоплинні сутички по всьому простору оборони американців. Проте, виконавши у стислому темпі завдання та збив з пантелику ворога, німці стрімко відступили на свої рубежі оборони. Командування дивізії було змушене перенести час початку операції з 6 годин ранку на середину дня. Але, німці, для яких не стало сюрпризом, організували такій опір противнику, що до кінця доби втрати у 1-му батальйоні склали майже третину особового складу. Командир 29-ї піхотної дивізії був змушений доповісти командування корпуса, що противник, який протистоїть його військам дуже впертий. Протягом наступних 3 днів, 3-тя парашутна дивізія міцно утримувала зайняті позиції, демонструючи неабияку мужність та стійкість та завдаючи противникові серйозних втрат при незначних тактичних успіхах, поховавши надії американців швидко оволодіти містом Сен-Ло.
Бойові дії інтенсифікувалися з 16 липня, коли 29-та дивізія з посиленою енергією розпочала атаки, намагаючись вибити десантників за рубіж магістралі Сен-Ло—Байо й вивільнити від залишків 2-го парашутного корпусу сектор між транспортними артеріями Сен-Ло—Байо та Сен-Ло—Ізіньї. На 19 липня після запеклих кровопролитних боїв десантники відійшли на узвишшя східної околиці міста.

### Операція «Кобра»
25 липня 1944, з початком операції «Кобра», союзники обрушили на бойові порядки німецьких частин, що оборонялися навколо міста Сен-Ло масований артилерійський та авіаційний удар. Наступного дня позиції німецьких десантників також піддалися інтенсивній вогневій підготовці, після якої американська піхота спромоглася прорвати оборонний рубіж Вермахту у 4 містах. Найбільшого успіху союзники досягли, вклинившись між бойовими порядками 2-го парашутного та 84-го армійського корпусів. Війська 3-ї дивізії опинилися у складній ситуації, наполовину оточеними, під загрозою знищення.
Для ліквідації загрози генерал О.Майндль застосував останній резерв — 15-й парашутний полк 5-ї парашутної дивізії.
Ввечері 26 липня командування 3-ї дивізії спромоглося ліквідувати усі прориву в смузі своєї оборони й незважаючи на значні втрати у особовому складі та техніці, продовжувала утримувати зайняті рубежі. 12-й розвідувальний батальйон дивізії укріпив фланг дивізії, організувавши взаємодію з 352-ю піхотною дивізією.
З 27 по 30 липня 1944 чисельні атаки, проведені американською піхотою проти районів оборони 3-ї парашутної дивізії з метою витіснення їх з зайнятих рубежів, були успішно відбити. Не втрачаючи контролю над сусідами з флангів 2-й парашутний корпус продовжував стійко тримати оборону.
31 липня розпочався рішучий наступ союзників — операція «Блюкот» — й британська гвардійська танкова дивізія прорвавши стик оборони німців, вийшла на оперативний простір, створивши загрозу лівому флангу парашутного корпусу. 9-й парашутний полк та 12-й розвідувальний батальйон дивізії були кинуті на прикриття флангу та ліквідацію загрози оточення. Однак, союзники скориставшись успіхом операції «Блюкот», негайно ввели в дію V-й американський армійський корпус, який навіс над західним флангом німецького корпусу, посиливши тиск на німецькі війська. В результаті десантники були змушені відступити на інший оборонний рубіж. Прикриваючи відхід на нові позиції, німецькі парашутисти провели низку контратак, та так вміло ввели своїми діями противника в оману, що змусили американців навіть відступити, а тим часом організовано перейшли на запасну лінію оборони.
Проте, наступного дня, союзні війська продовжували наступ по усім напрямкам, усе більш створюючи загрозу оточення парашутної дивізії й корпуса в цілому.
2-й парашутний корпус, що мав у своєму складі лише 3-тю парашутну дивізію, 15-й парашутний полк 5-ї дивізії та 12-й розвідувальний батальйон, активно проводячи раптові контратаки та удари у фланг американських військ поступово відступав. 3-тя дивізія відійшла на рубіж південного берегу річки Вір, залишив міцні опорні пункти та плацдарми на північному березі. 2 серпня ця смуга забезпечення корпусу, посилена батареями 88-мм зенітних гармат завдала рішучого бою бронегрупам VIII-го британського корпусу, що рвався до водної перешкоди та змусила їх відійти.
Протягом наступних 5 діб, 2-й парашутний корпус вів запеклі бої за утримання рубежів поздовж річки Вір та міста Вір, десантники спромоглися утриматися й з'єднатися з частинами 10-ї танкової дивізії СС «Фрундсберг» 2-го танкового корпусу СС, біля Курте. 8-й парашутний полк, що забезпечував з'єднання німецьких частин, вмілими діями зміг блокувати британські підрозділи, що відірвалися від основних сил й прорвалися вглиб німецької оборони, та діючи у взаємодії з 5-м парашутним полком й формуваннями 9-ї танкової дивізії СС «Гогенштауфен» розгромили британців в боях у Бюрсі та Прель (Кальвадос). Надалі німецькі десантники зі складу 9-го та 15-го полків та 12-го батальйону продовжували тримати оборону біля річки та міста Вір, спричиняючи серйозних втрат військам британської армії.

### Фалезький котел
10 серпня став рішучим днем в нормандській кампанії, оскільки американська 3-тя армія раптом розгорнулася на північ і північний схід, який, у поєднанні з наступом британських військ, що продовжувався на південь від Кану викрили намір союзників заманити німецькі армії в регіоні в масивному оточенні і знищити їх. Протягом наступних шести днів цієї фази кампанії солдати 2-го парашутного корпусу відбили два серйозні напади, в одному з них знищивши 32 американських танки. Постійні артилерійські обстріли, штурмовка союзної авіації з повітря завдавали суттєвих втрат німецьким десантникам.
За станом на 16 серпня, не зважаючи на те, що кожна атака американців проти них була відбита, бойова ефективність 3-ї парашутної дивізії знизилася до критичного рівня. Командир дивізії ухвалив рішення розділити дивізію на дві бойові оперативні групи, кожна складалася з двох полків, що мали підтримати б одна одну ротируючись в процесі майбутнього відступу.
На світанку 19 серпня 7-ма польова армія була остаточно оточена військами союзників. У котлі опинилися два штаби армії (7-ї та танкової групи Ебербаха), 4 штаби корпусів, залишки 5-ти танкових дивізій (1-ї танкової СС, 10-ї СС, 12-ї СС, 2-ї та 116-ї), а також 8 піхотних (84-ї, 89-ї, 271-ї, 276-ї, 277-ї, 326-ї, 353-ї та 363-ї) та 3-ї парашутної дивізії.
Поступово ситуація усередині котла катастрофічно ускладнювалася. Військова техніка була майже уся знищена вогнем противника, німецькі війська лишилися без важкої зброї, боєприпасів не вистачало. Поранені лежали на землі без догляду та можливості надати їм допомогу через відсутність ліків. Вбитих не було кому поховати.
У таких умовах командування 7-ї армії видало наказ командиру 2-го парашутного корпусу підготувати та здійснити прорив у районі Трена, атакуючи в східному напрямку на Сен-Ламбер. На десантників покладалося завдання, без застосування зброї, максимально наблизиться до позицій противника, й атакою з ходу пробити клин в обороні американців. 3-тя дивізія формувала дві оперативні групи прориву: на лівому фланзі 9-й та 15-й полки, праворуч — 5-й парашутний полк й в ар'єргарді 8-й полк. Командувач 7-ї армії СС-оберстгруппенфюрер Пауль Гауссер особисто приєднався до основних сил 3-ї дивізії на етап прориву.
19 серпня 1944 о 22:30 2-й парашутний корпус розпочав прорив. Негайно після переходу в атаку, командир 3-ї дивізії генерал Ріхард Шімпф був поранений, тому командування дивізією на головному напрямку прориву перебрав на себе командир корпусу генерал парашутних військ Ойген Майндль. Одна з штурмових груп десантників спромоглася приховано підкрастися та подолати простір між позиціями, що займали підрозділи 1-ї польської танкової дивізії й без подій вийти до річки Дів. Тут, штурмовий загін зосередився в укриттях, спостерігаючи за місцевістю. Незабаром на протилежному березі між Сен-Ламбер та Маньї-ле-Дезер були помічені танкові підрозділи ворога. Скористувавшись темрявою загін зміг приховано переправитися на протилежну сторону річки невеличкими групами солдат. Подолавши водну перешкоду та зайняті противником рубежі оборони німецькі десантники увірвалися з котла та вийшли на передові позиції 2-го танкового корпусу СС.
3-тя дивізія брала участь у бойових діях майже із самого початку вторгнення союзних військ до Нормандії, витримала запеклі бої у Сен-Ло, опинилася в оточенні й спромоглася вирватися з котла. Попри те, що дивізія десанту зазнала величезних втрат у Нормандській кампанії, військове з'єднання залишалося боєздатним й готовим до подальших боїв.

### Подальші бої
Решту серпня та вересень 3-тя дивізія брала участь у бойових діях, поступово відступаючи із залишками німецьких військ на Заході, у бік німецько-французького кордону. Бої велися у Шамбуа, Берне, Руана, Мондідьє, Камбре. Наприкінці вересня дивізія вийшла до Аахена. З 24 вересня по 5 жовтня 1944 з'єднання знаходилося на доукомплектуванні в Олдензаалі, Бельгія. Особовий склад поповнявся за рахунок 22-го, 51-го та 53-го полків авіапольових дивізій Люфтваффе.
Після завершення переформування дивізія брала участь у боях біля Арнема, Дюрена. Взимку парашутна дивізія билася в складі наступаючих військ в Арденнській операції. Зазнавши серйозних втрат, 15 березня 1945 командир з'єднання отримав от командування військами Вермахту на Заході наказ на вихід на переформування до Бад-Брейзіга. 9-й парашутний полк був повністю знищений, тому йому на заміну до складу дивізії був направлений 6-й окремий парашутний полк.
3-тя парашутна дивізія закінчила бойові дії у Другій світовій війні в Рурському котлі, капітулювавши американським військам.

## Райони бойових дій
- Франція (жовтень 1943 — вересень 1944);
- Нідерланди (вересень — грудень 1944);
- Арденни (грудень 1944 — січень 1945);
- Німеччина (січень — квітень 1945).

## Склад дивізії
| Бойовий склад 3-ї пдд | |
| Постійні              | |
| 1943                  | - штаб дивізії (Stab, Rest-Kommando, Flugbereitschaft, Kradmeldezug); - 5-й парашутний полк (нім. Fallschirm-Jäger-Regiment 5) - 8-й парашутний полк (нім. Fallschirm-Jäger-Regiment 8) - 9-й парашутний полк (нім. Fallschirm-Jäger-Regiment 9) - 3-й артилерійський полк (нім. Fallschirm-Artillerie-Regiment 3) - 3-й протитанковий батальйон (нім. Fallschirm-Panzer-Jäger-Abteilung 3) - 3-й мінометний дивізіон (нім. Fallschirm-Granatwerfer-Bataillon 3) - 3-й зенітний батальйон (нім. Fallschirm-Flak-Abteilung 3) - 3-й інженерний батальйон (нім. Fallschirm-Pionier-Bataillon 3) - 3-й батальйон зв'язку (нім. Fallschirm-Luftnachrichten-Abteilung 3) - 3-й запасний батальйон (нім. Fallschirm-Feldersatz-Bataillon 3) - 3-й санітарний батальйон (нім. Fallschirm-Sanitäts-Abteilung 3) - 3-й загін забезпечення (Versorgungseinheiten 3). |

## Командири дивізії
- генерал-майор Вальтер Барентін (нім. Walter Barenthin) (13 вересня 1943 — 14 лютого 1944);
- генерал-лейтенант Ріхард Шімпф (нім. Richard Schimpf) (17 лютого — 20 серпня 1944);
- генерал парашутних військ Ойген Майндль (нім. Eugen Meindl) (20 серпня — 22 серпня 1944), ТВО;
- генерал-майор Вальтер Ваден (нім. Walter Wadehn) (22 серпня 1944 — 5 січня 1945);
- генерал-лейтенант Ріхард Шімпф (нім. Richard Schimpf) (6 січня — 1 березня 1945);
- оберст Гельмут фон Гоффманн (нім. Helmut von Hoffmann) (1 березня — 8 березня 1945);
- оберст Карл-Гайнц Беккер (нім. Karl-Heinz Becker) (8 березня — 8 квітня 1945);
- оберст Гаммель (нім. Hummel) (8 квітня — 16 квітня 1945).